# Communauté de communes du canton de Bléneau
La communauté de communes du canton de Bléneau  est une ancienne communauté de communes française, située dans le département de l'Yonne et la région Bourgogne-Franche-Comté.
Elle fusionne le 1er janvier 2013 avec les communautés de communes de la Puisaye fargeaulaise et du Toucycois à l'intérieur de la communauté de communes Cœur de Puisaye.

## Composition
Elle est composée à sa disparition des communes suivantes :
| Nom                    | Code Insee | Gentilé            | Superficie (km2) | Population (dernière pop. légale) | Densité (hab./km2) |
| ---------------------- | ---------- | ------------------ | ---------------- | --------------------------------- | ------------------ |
| Bléneau (siège)        | 89046      | Blénaviens         | 39,41            | 1 356 (2014)                      | 34                 |
| Champcevrais           | 89072      | Champosylvestriens | 32,73            | 330 (2014)                        | 10                 |
| Champignelles          | 89073      | Champignellois     | 53,29            | 1 042 (2014)                      | 20                 |
| Rogny-les-Sept-Écluses | 89324      | Rognycois          | 32,59            | 740 (2014)                        | 23                 |
| Saint-Privé            | 89365      |                    | 41,41            | 570 (2014)                        | 14                 |
| Tannerre-en-Puisaye    | 89408      | Tannerrois         | 28,93            | 289 (2014)                        | 10                 |
| Villeneuve-les-Genêts  | 89462      | Villeneuviens      | 24,69            | 289 (2014)                        | 12                 |

## Compétences
- Collecte et traitement des déchets des ménages et déchets assimilés
- Protection et mise en valeur de l'environnement
- Création, aménagement, entretien et gestion de zone d'activités industrielle, commerciale, tertiaire, artisanale ou touristique
- Action de développement économique (Soutien des activités industrielles, commerciales ou de l'emploi, Soutien des activités agricoles et forestières...)
- Tourisme
- Activités périscolaires
- Activités culturelles ou socioculturelles
- Activités sportives
- Transport scolaire
- Constitution de réserves foncières
- Etudes et programmation
- Action et aide financière en faveur du logement social d'intérêt communautaire
- Autres

## Autres adhésions
- Syndicat Mixte de Puisaye
- Syndicat mixte pour l'habitat en Puisaye Forterre
- Syndicat mixte du Pays de Puisaye-Forterre